# Лик
Лик (болг. Лик) — село у Врачанській області Болгарії. Входить до складу общини Мездра.

## Населення
За даними перепису населення 2011 року у селі проживала 391 особа.
Національний склад населення села:
| Національність   | Кількість осіб | Відсоток |
| ---------------- | -------------- | -------- |
| болгари          | 379            | 97,4%    |
| цигани           | 6              | 1,5%     |
| Всього відповіли | 389            |          |

Розподіл населення за віком у 2011 році:
Динаміка населення: